# 브레비안투스 플라부스
브레비안투스 플라부스(Brevianthus flavus)는 망울이끼목에 속하는 우산이끼류의 일종이다. 브레비안투스과(Brevianthaceae)와 브레비안투스속(Brevianthus)의 유일종이다.